# Алханишвили, Заира Михайловна
Заира Михайловна Алханишвили — советский хозяйственный, государственный и политический деятель, Герой Социалистического Труда.

## Биография
Родилась в 1932 году в Грузинской ССР. Член КПСС.
С 1950 года — на хозяйственной, общественной и политической работе. В 1950—1992 гг. — работница фермы, доярка колхоза села Джапаридзе Цителцкаройского района Грузинской ССР.
Указом Президиума Верховного Совета СССР от 6 сентября 1973 года присвоено звание Героя Социалистического Труда с вручением ордена Ленина и золотой медали «Серп и Молот».
Жила в Грузии.

## Награды и звания
- Герой Социалистического Труда (06.09.1973).
- орден Ленина (02.04.1966, 06.09.1973, 05.12.1985)
- орден Трудового Красного Знамени (08.04.1971)